# Lockheed U-2
De Lockheed U-2 is een strategisch verkenningsvliegtuig, ontworpen voor langdurige operaties op 21 km hoogte, in alle weersomstandigheden en bij dag en nacht. De U-2 is daarvoor uitgerust met zeer krachtige camera’s en staat bekend onder de bijnaam Dragon Lady.
In mei 1960 kwamen de U-2-vluchten in het nieuws nadat er boven het grondgebied van de Sovjet-Unie een U-2 werd neergeschoten, die vanaf een vliegbasis nabij Pesjawar in Pakistan was opgestegen. De piloot, Gary Powers, werd gevangengenomen. Tijdens het daaropvolgende proces tegen Powers werd door de Russen fel uitgehaald naar de Amerikaanse politiek.

## Ontwerp en techniek
Door zijn vleugelspanwijdte die groter is dan de lengte van het toestel heeft het toestel een grote gelijkenis met een zweefvliegtuig.
Omdat het toestel op 21 km hoogte wordt ingezet gelden voor de piloot speciale maatregelen. De cockpit is ingericht als drukcabine en de piloot is gekleed in een drukpak, dat grote gelijkenis vertoont met de later door de NASA gebruikte ruimtepakken. Het moet hem beschermen als de druk in de cockpit door de een of andere oorzaak wegvalt. Om hypoxie (zuurstoftekort in de weefsels) te voorkomen moet de piloot een uur voor de vlucht al aan de zuivere zuurstof worden gekoppeld.
Het U-2-ontwerp was, net als bij een zweeftoestel, gebaseerd op een airframe met minimaal gewicht. Dat maakte van de U-2 niet alleen een toestel dat zeer gevoelig was in besturing en handelbaarheid, maar ook een toestel met heel kleine foutmarges. Dit kwam tijdens de testvluchten in 1956 meteen tot uiting in een serie ongevallen, waarvan er drie voor de piloten fataal afliepen.
De U-2 wordt als een van de moeilijkst manoeuvreerbare vliegtuigen ter wereld beschouwd. Daarom heeft een U-2-piloot ook enkele collega’s op de grond – de chase-piloten - die hem tijdens het opstijgen van en tijdens het neerkomen op de landingsbaan begeleiden. Dit gebeurt met snelle sportwagens van het type Pontiac GTO of Chevrolet Camaro. De chase-piloten praten de U-2-piloot gedurende de laatste 100 meter van zijn vlucht met radio naar beneden; dit moet omdat het uitzicht vanuit de cockpit voor de piloot, in een drukpak met een gesloten helm op, sterk wordt belemmerd.
Bij de vertrekprocedure rijdt een chase-piloot achter de vertrekkende U-2 aan. Om de enorme vleugels te stabiliseren zijn twee kleine ondersteunende wielen (zogenaamde pogo-sticks) onder de vleugeltippen aangebracht en de chase-piloot geeft met de radio aan zijn opstijgende collega precies het juiste moment aan waarop hij het toestel kan optrekken zodat de pogo-sticks ongehinderd van de vleugels vallen en het vliegtuig veilig opstijgt.
Bij de landingsprocedure wachten twee chase-piloten het toestel op aan het begin van de baan. Zij racen de laatste 100 m voordat het toestel op de landingsbaan landt mee; een auto blijft zo veel mogelijk naast de neerkomende U-2 rijden en de andere blijft er vlak achter. De piloot in de achterste auto geeft per radio aan zijn collega in de U-2 het juiste moment door wanneer het toestel vlak boven de baan zit en wanneer hij het kan neerzetten. Vanwege de nu ontbrekende pogo-sticks zal het toestel vervolgens uitrollen en nadat het snelheid heeft verloren, op een van de vleugeltippen omvallen. De vleugeltippen zijn hiervoor ook speciaal versterkt met een rubber blok. Ook dit “omvalmoment” wordt door de chase-piloot aan zijn collega in het toestel doorgegeven.
Alle U-2-piloten vervullen beurtelings de rol van chase-piloot.
Tegenwoordig is het toestel nog steeds in gebruik bij de USAF. Hoewel de Amerikaanse minister van defensie Rumsfeld in 2006 aankondigde dat de operationele U-2-vluchten vanaf 2008 zouden worden gestopt is de U-2 nog steeds operationeel. De verwachting is wel dat satellietbeelden, aangevuld met beelden die geleverd worden door de nieuwe generatie onbemande verkenningsvliegtuigen (URV)’s als de Northrop Grumman RQ-4 Global Hawk, in dezelfde informatiebehoefte zullen gaan voorzien.
De U-2 wordt tevens ingezet voor NASA meet- en kalibratievluchten; deze vluchten zullen gewoon doorgaan.

## Geschiedenis

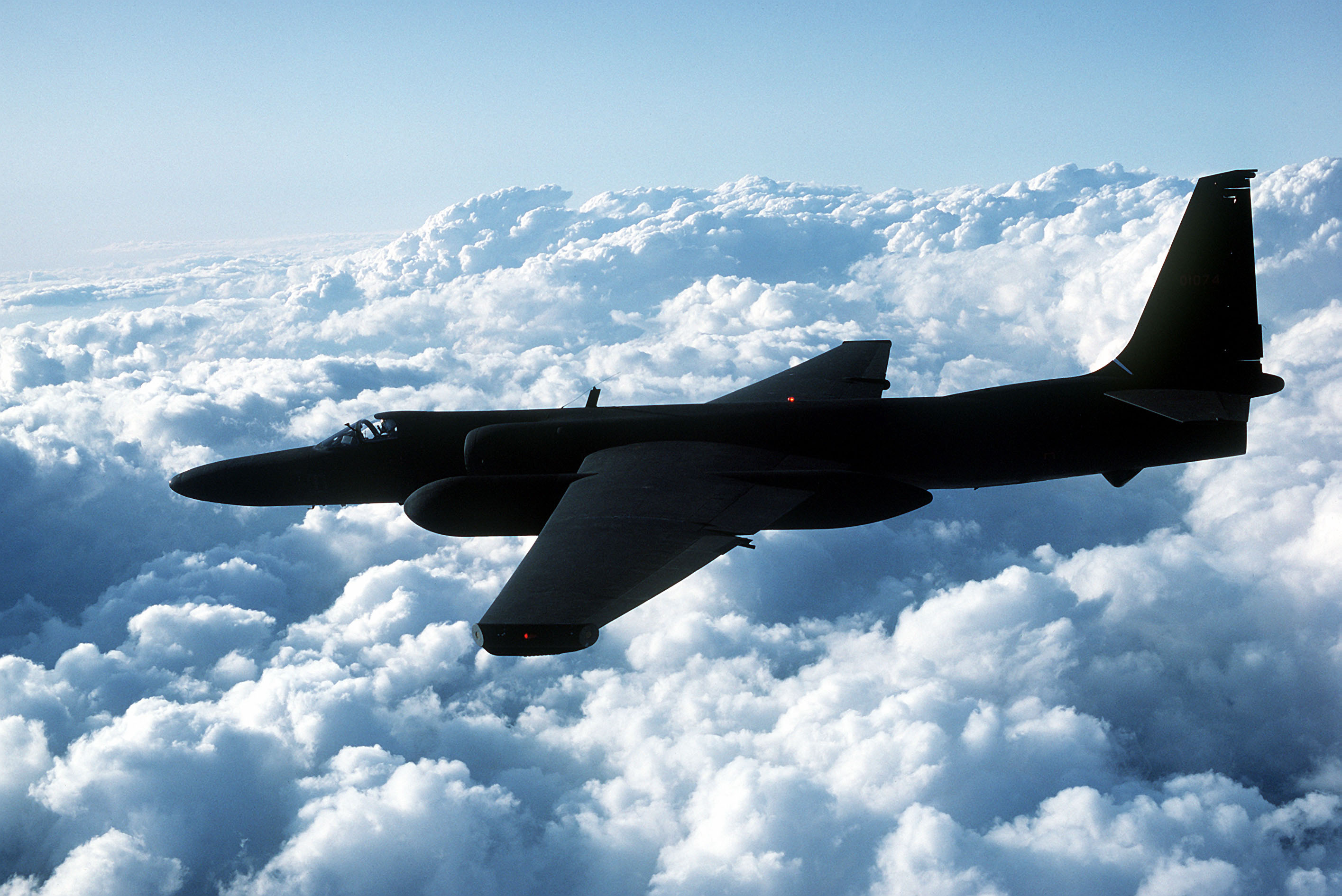
TR-1 met gondels

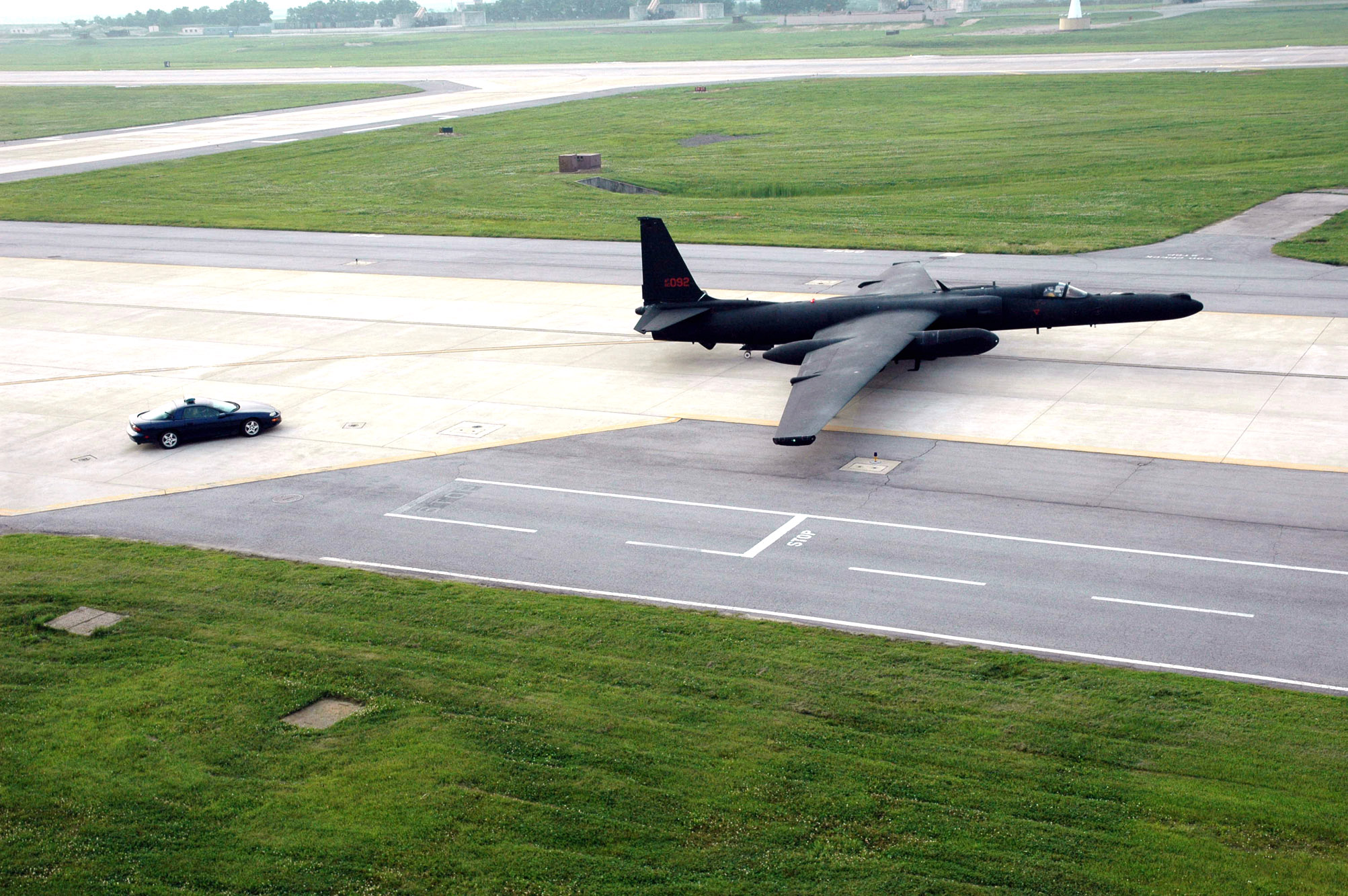
TR-1 met zijn chase car

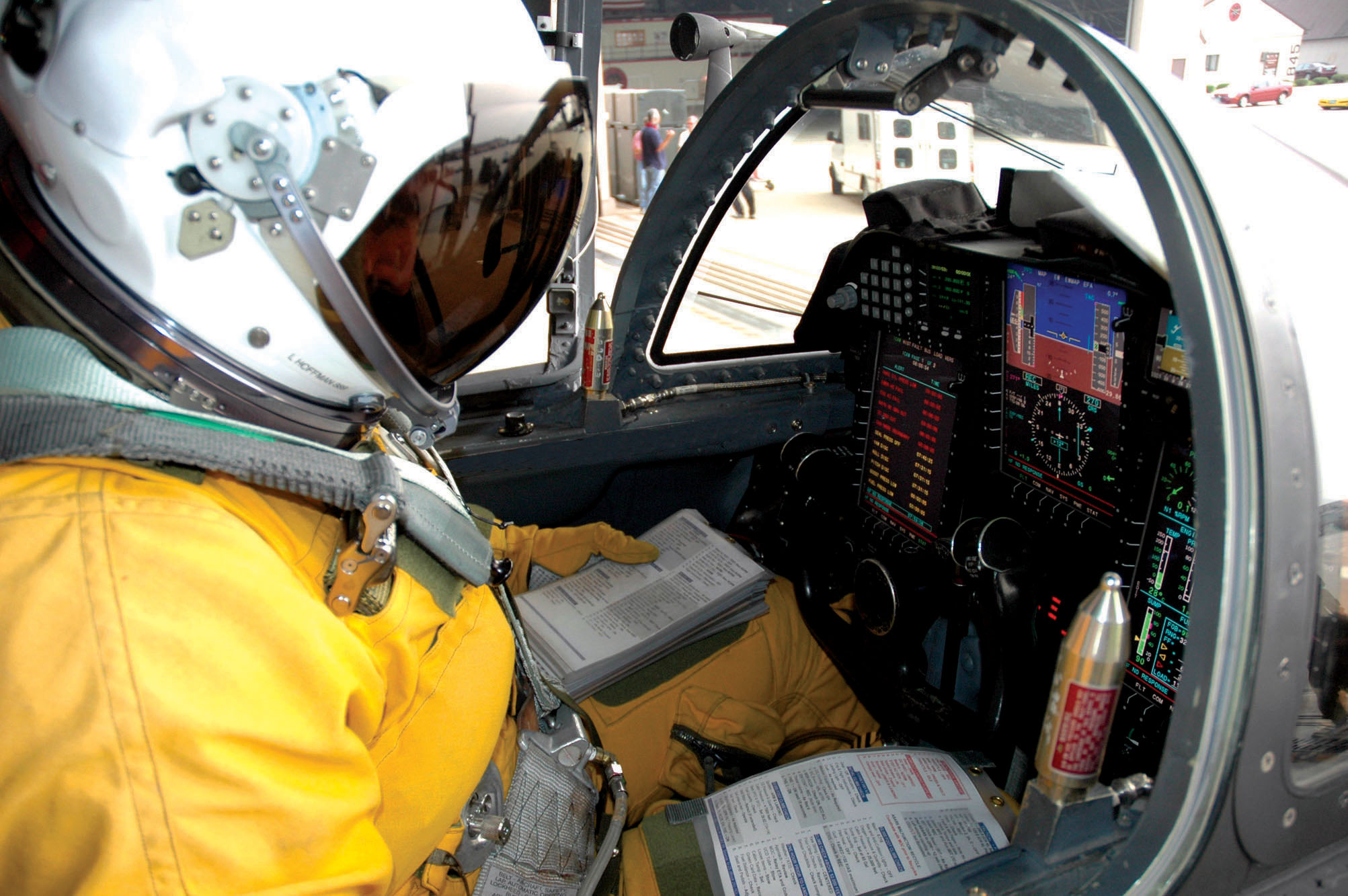
De vlieger in drukpak in zijn cockpit

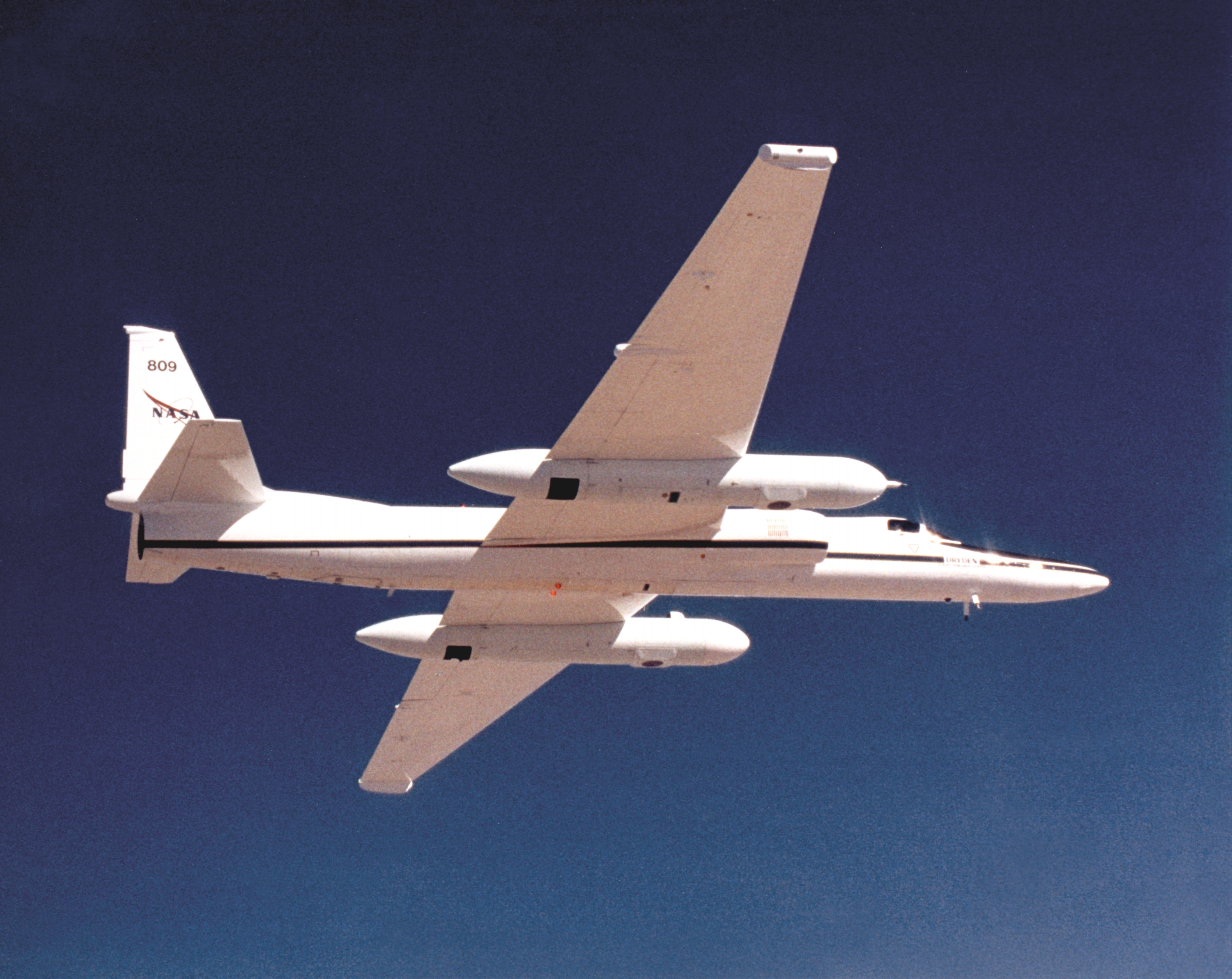
Een van de NASA toestellen

In de jaren ’50, aan het begin van de Koude Oorlog had de Amerikaanse regering een grote behoefte aan strategische verkenningscapaciteit om de omvang vast te stellen van de bewapening van de nieuwe vijand, de Sovjet-Unie.
Omdat de Russische luchtafweer rond die tijd vrij simpel was, koos men ervoor om hierbij bewust de grenzen van de Sovjet-Unie te schenden en werd gezocht naar een toestel dat langdurig op meer dan 20 km hoogte kon vliegen. Op die hoogte zou het toestel onbereikbaar zijn voor de Russische jachtvliegtuigen en grond-lucht-raketten uit die tijd (maar er is er in 1960 toch een neergeschoten, zie onder).
Aan diverse firma’s werd gevraagd om een ontwerp te leveren en de keuze viel op het door Lockheed Aircraft Corporation ingediende ontwerp van de constructeur Clarence ‘Kelly’ Johnson.
De U-2 maakte in augustus 1955 zijn eerste vlucht. Zowel de USAF als de USN waren bereid om met het toestel te vliegen. De Amerikaanse overheid was zich goed bewust dat de internationale regels werden overtreden, daarom werd besloten om alle vluchten als CIA-operaties te kenmerken. Dit betekende dat luchtmacht- of marinevliegers eerst ontslag moesten nemen bij hun onderdeel om vervolgens door de CIA als burgervlieger te worden ingelijfd.
De U-2 werd in diverse types uitgebracht.
- intern nummer Lockheed: CL-282
- U-2A, met J57-P-37A-motor: productie 30 exemplaren
- U-2B, met J-75-13B-motor: productie 16 exemplaren
- U-2C. De oorspronkelijke versie waarmee het testprogramma en diverse operationele vluchten werden uitgevoerd in de periode 1955-1962.
- U-2D, met verlengde romp om plaats te maken voor extra apparatuur of tweede bemanningslid
- U-2R. Dit was de verbeterde versie uit 1967. Hij was groter en bezat camera’s met nog betere resolutie dan de voorganger. Productie: 15 exemplareren
- U-2RT, trainingsvariant U-2R
- TR-1A. Dit was de tactische verkenner die in 1981 werd ontwikkeld. Het verschil kwam tot uiting door twee in de vleugels geïntegreerde gondels. Deze bevatten speciaal ontwikkelde apparatuur voor tactische verkenning in Europa. Productie: 25 exemplaren

- TR-1B, trainer versie van TR-1A productie: 2 exemplaren

- U-2S. De laatste operationele versie; in 1992 werden alle U-2R’s en TR-1’s omgebouwd tot deze nieuwe standaard en uitgerust met de nieuwe F118-motor van General Electric: 32 exemplaren

- ER-2. De NASA-variant die gebruikt wordt voor experimenteel onderzoek. Productie: 2 exemplaren

## Inzet
In de periode 1958-1960 werd het toestel vanuit Turkije en Pakistan ingezet voor verkenningen boven de Sovjet-Unie. Een toestel, met als piloot kapitein Gary Powers, werd door de Russen op 1 mei 1960 neergehaald met een S-75 Dvina grond-luchtraket, wat een internationaal en voor de VS beschamend incident veroorzaakte.
In 1962 opereerden U-2's boven Cuba en fotografeerden zij Russische raketinstallaties; dit leidde tot de Cubacrisis waarbij tevens een U-2 boven het eiland werd neergeschoten en de vlieger (Major Rudolph Anderson) om het leven kwam.
In 1963 werden U-2's ingezet voor het observeren van Franse kernproeven bij het eiland Mururoa.
Van 1964-1966 opereerden U-2's boven Vietnam.
Van 1983-1992 opereerden TR-1's vanaf RAF Alconbury boven Europa.
In 1991 en 1999 werden U-2's ingezet bij de conflicten in voormalig Joegoslavië en Kosovo; hierbij opereerden zij vanaf de Franse vliegbasis Istres.
Vanaf 2000-2002 werden U-2's boven het Midden-Oosten ingezet; hierbij werd geopereerd vanaf het USN steunpunt Sigonella op Sicilië.
Ook de Taiwanese luchtmacht heeft in de periode 1958-1974 U-2's gebruikt voor verkenningsvluchten boven het Chinese vasteland. De Volksrepubliek China had toen al U-2's neergehaald met Sovjet-Russische grond-luchtraketten. In de pers werd daarentegen beweerd dat Chinese jachtvliegtuigen de U-2's hadden neergehaald.